# Restrepia aspasicensis
Restrepia aspasicensis är en orkidéart som beskrevs av Heinrich Gustav Reichenbach. Restrepia aspasicensis ingår i släktet Restrepia och familjen orkidéer. Inga underarter finns listade i Catalogue of Life.